# Изак
Изак (фр. Isac) је река у Француској. Дуга је 69 km. Улива се у Вилен. 